# Fundacja Ronalda S. Laudera
Fundacja Ronalda S. Laudera (ang. Ronald S. Lauder Foundation) – żydowska fundacja, założona w 1987 roku przez amerykańskiego biznesmena i filantropa Ronalda Laudera.

## Historia
Fundacja powstała w 1987 roku. Głównym jej zadaniem jest wspieranie odrodzenia życia żydowskiego w krajach Europy Środkowej i wschodniej poprzez edukację. Fundacja zakłada żydowskie szkoły, przedszkola, kluby, wspiera finansowo gminy żydowskie i stowarzyszenia.

## Działalność w Polsce
W Polsce Fundacja Ronalda S. Laudera posiada Centra Edukacyjne w Warszawie, Krakowie, Wrocławiu oraz Biuro i Centrum Młodzieżowe w Gdańsku. Fundacja działalność w Polsce rozpoczęła w 1991 roku po uzyskaniu zezwolenia Ministerstwa Kultury i Sztuki.
- założenie i finansowanie Przedszkola Społecznego Fundacji Laudera, Prywatnej Szkoły Podstawowej oraz Gimnazjum Lauder-Morasha w Warszawie.
- założenie i finansowanie Szkoły Podstawowej Lauder Etz Chaim we Wrocławiu[2].
- dofinansowywanie (do czasu) miesięcznika (później dwumiesięcznika) „Midrasz”, zlikwidowanego w 2. dekadzie XXI w., Centrum Edukacyjnego im. Mojżesza Schorra, Jesziwy Pardes Lauder w Krakowie oraz Projektu Genealogicznego, prowadzonego przy Żydowskim Instytucie Historycznym[3].
- organizacja letnich i zimowych obozów edukacyjnych dla różnych grup wiekowych.
- wydanie w 2005 roku pod kierownictwem rabina Sachy Pecarica siduru oraz przekładu Tory Pardes Lauder[4].